# 捕鼠器

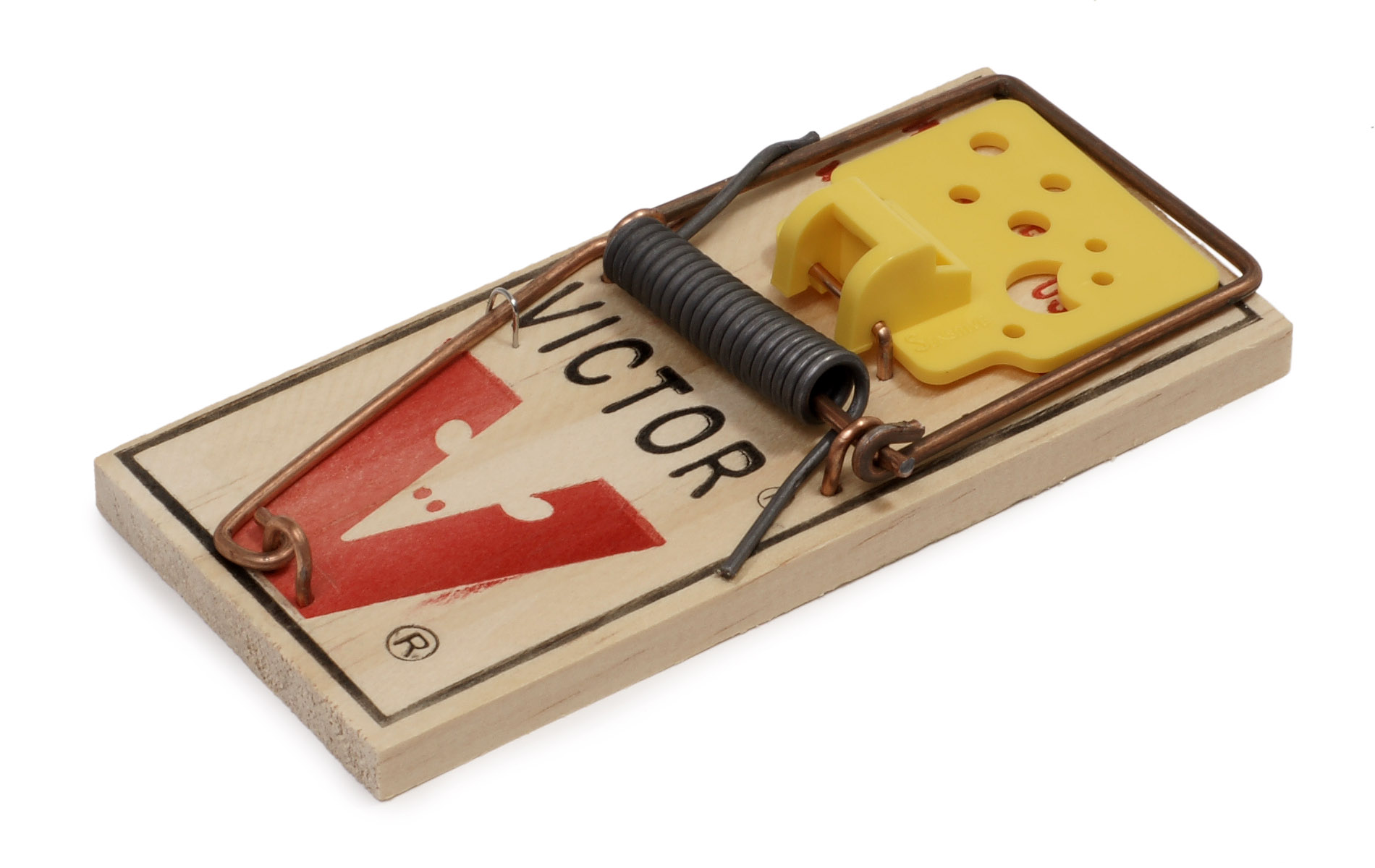
一款陽春的捕鼠器

捕鼠器是主要用於捕捉鼠的狩獵陷阱，也可能有意或無意地捕獲其它小動物。捕鼠器通常會設置在疑有齧齒目動物出沒的室內環境。

## 捕鼠器類型

### 顎板捕鼠器

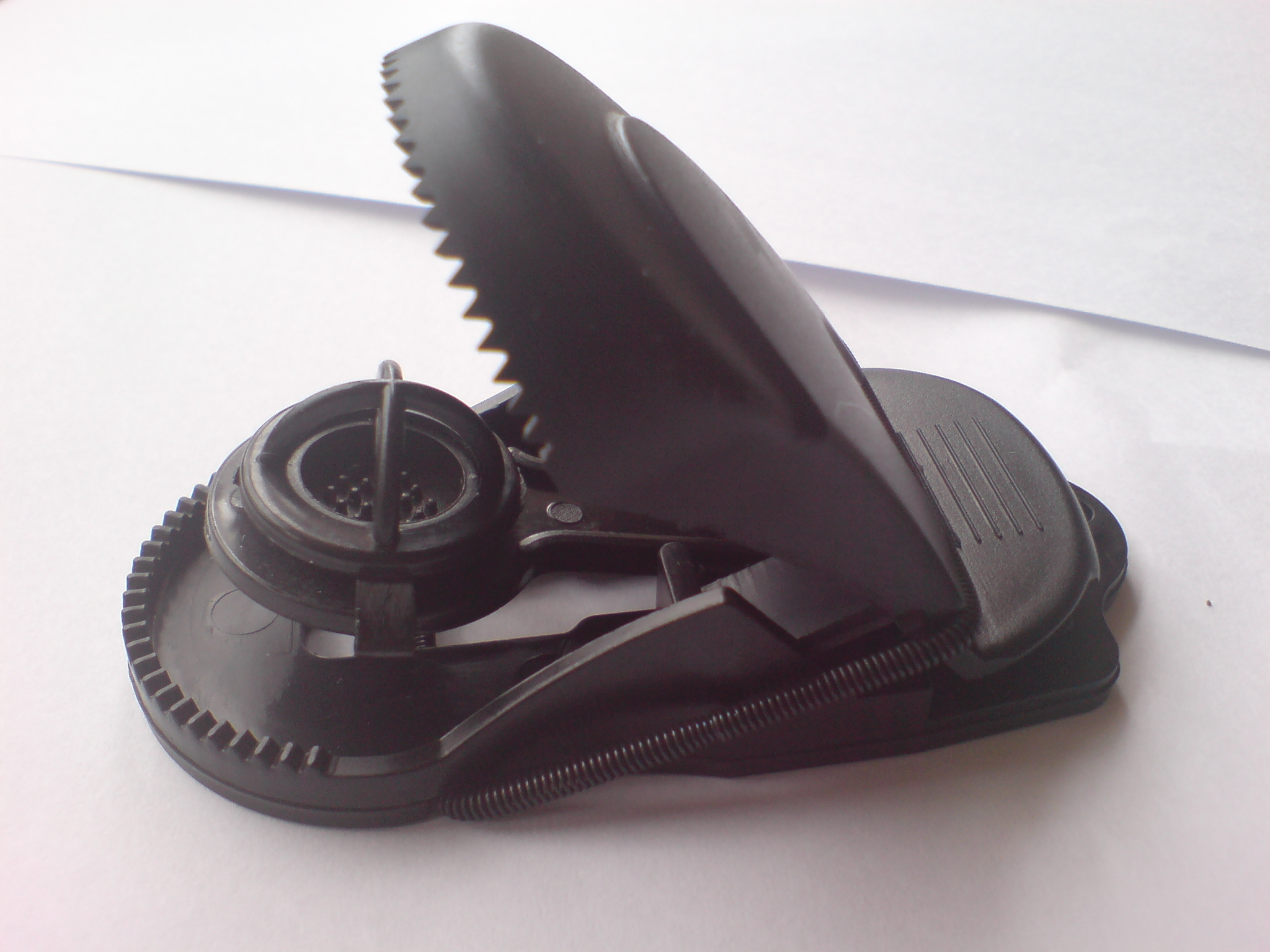
顎形捕鼠器。

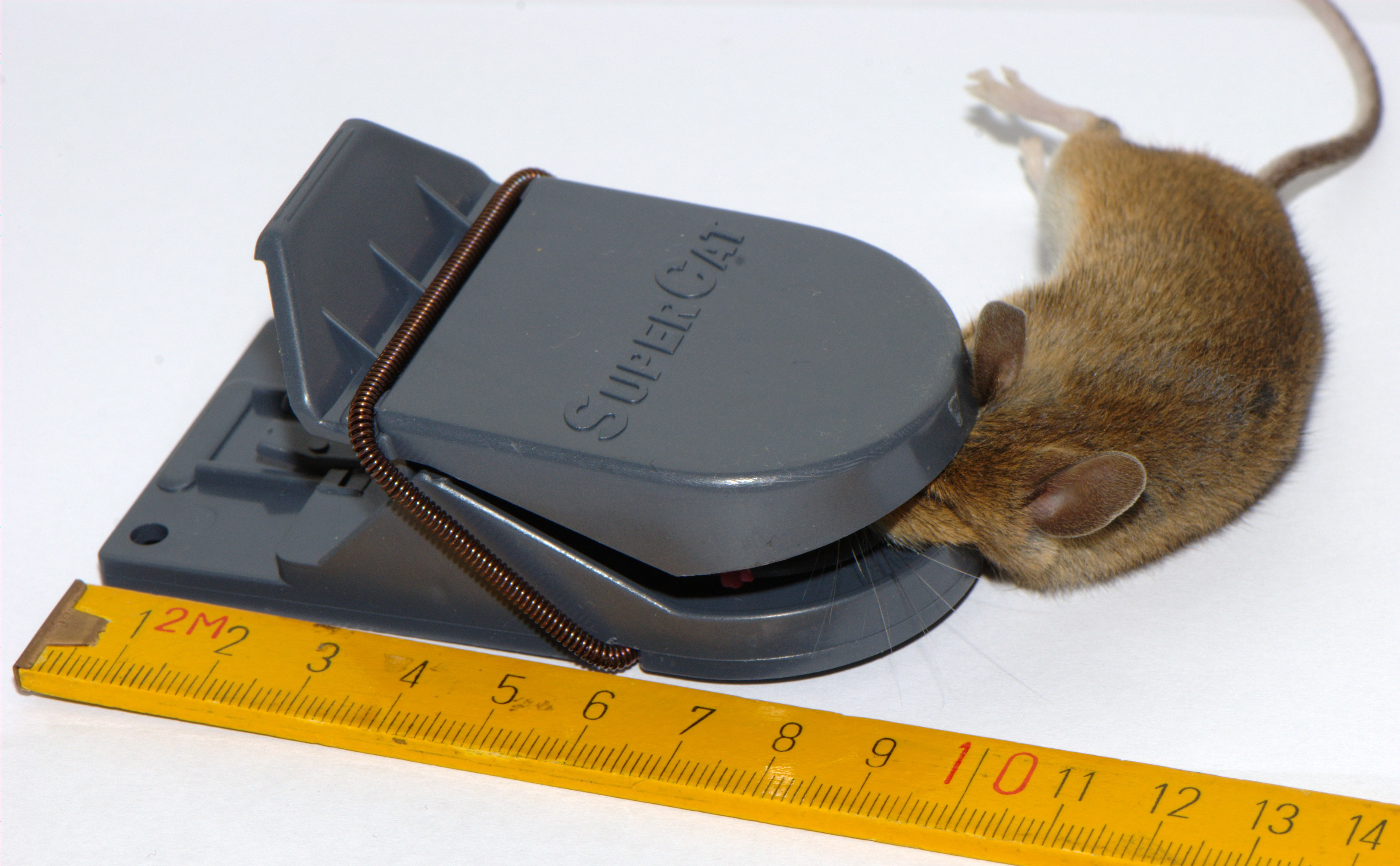
塑膠製的捕鼠器夾住了一隻小家鼠。

第一款有專利的致命捕鼠器陷阱是一套被稱為「皇家一號」（Royal No. 1）的附彈簧鐵顎。美國紐約的James M. Keep在1879年11月4日申請專利，美國專利221,320號。根據專利說明，儘管在此之前不是沒有同類型的捕鼠器，但這項專利捕鼠器將原本的構造簡化很多，也更易於製造。它是進入工業時代後第一款捕鼠器，是採用彈簧的力量造成殺傷力、而不是依靠重力。這種款式的捕鼠器以纏繞的彈簧控制，當目標動物觸碰放置於顎板之間的餌料後，兩塊顎板便會迅速閉合並夾殺動物。
如今、這種類型的輕型陷阱多以塑膠製成，雖然這種陷阱的威力不如其它類型，但是也比較安全，較不容易誤傷設置陷阱的人類，而且設置程序較為簡單，可以透過單手甚至透過腳來設置。

### 捕鼠夾

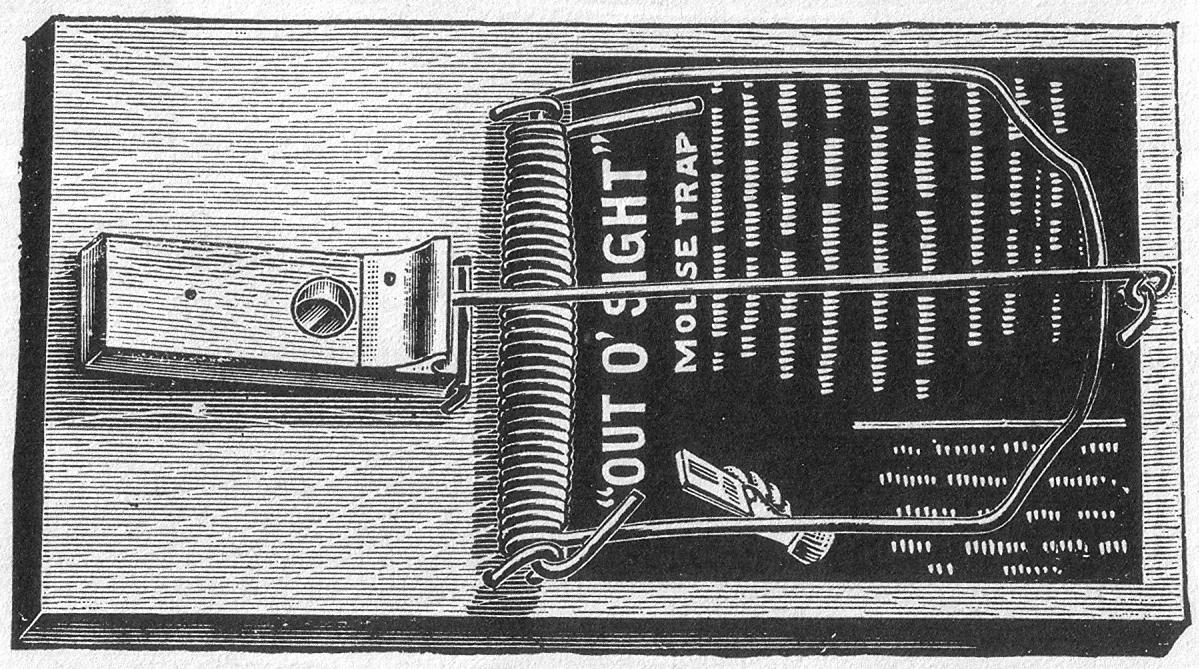
19世紀的廣告，宣傳威廉·C·虎克設計的捕鼠器。

典型捕鼠夾的首個專利是由美國人威廉·C·虎克在1894年申請的，美國專利528671號。而英國發明家詹姆斯·亨利·阿特金森在1898年設計了一款類似的捕鼠夾，名為「小鉗子」（Little Nipper），有著以負重啟動的踏板做為陷阱開關。阿特金森在1899年製作出先前設計的修改版，啟動陷阱的方式從壓下踏板改為取走誘餌。而這個設計和虎克在1894年的設計十分相像。捕鼠夾的構造簡單，有一個裝載誘餌的踏板，通常會放起司、麵包或花生醬之類的食物。陷阱的橫槓可以透過彈簧保持在一定的位置，當老鼠或其他動物觸發了機關後，彈簧產生的巨大力量會讓橫槓迅速壓下，打破老鼠的頭骨、頸部或脊髓。
1899年，美國賓夕法尼亞州的約翰·馬斯特以一款虎克版本的改版申請美國專利，該專利可以容易地設置或調整成絕對安全的模式，以免使用者的手指在設置陷阱或機器故障時夾傷。他在1903年獲得專利。

### 電動捕鼠器
當囓齒動物觸發位於入口處的電極以完成電路時，這種捕鼠器會往目標身上傳送足以致死的電。它的外表是絕緣材料、以防止人類或非目標的寵物誤觸。

### 活捉捕鼠器
最早的活捉捕鼠器專利可能是1870年由美國南卡羅來納州的W K Bachman取得的。這種陷阱的優點就是能活捉對象，而在活捉之後、可以選擇要將獵物放到野外或親手殺了牠。活捉型的捕鼠器劇有各種各樣的款式，例如老鼠觸發後會蓋下玻璃罩、或是進入籠子後門會關閉等。
自動捕鼠器 (酒精捕鼠器)
自動捕鼠器設計上全面針對齧齒類動物，外部設有一道梯子，裝置內使用全天然食物引誘老鼠接近攀爬。當老鼠爬進裝置上方；並嘗試取食當中的誘餌時，便會觸發陷阱機關，使老鼠迅間失去立足點而掉進裝置底部注滿消毒配方的水箱。整過誘捕過程歷時不足一秒，對動物帶來最少痛苦，同時亦保障周遭環境整潔。

#### 黏鼠板

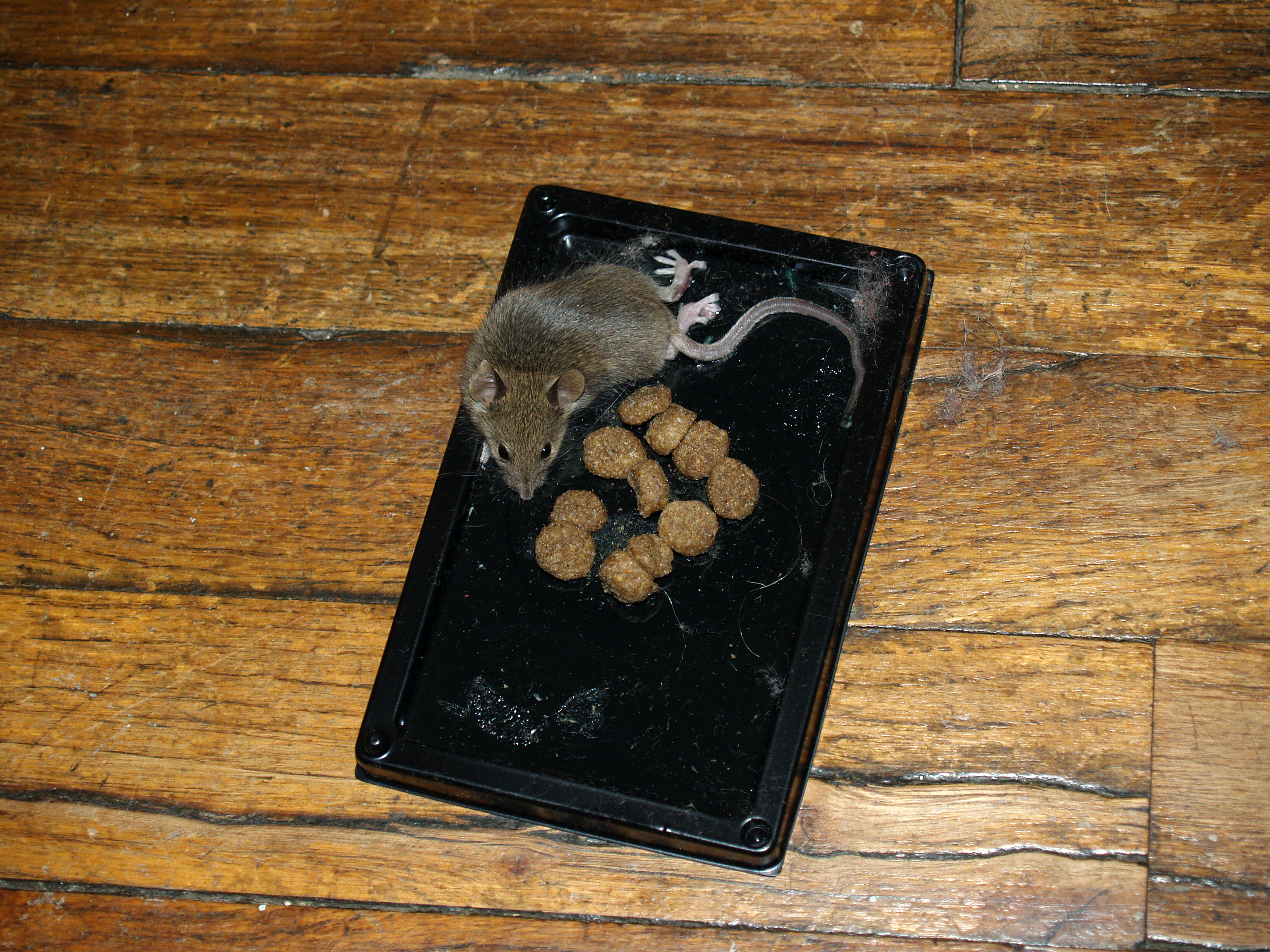
黏鼠板抓住了一隻鼠。

黏鼠板是一種塗上天然或合成黏膠的紙板、塑膠板或木板，將誘餌放在板子上、或是以有香味的塗料來吸引老鼠，當老鼠踩上後便會被黏住。這種板子只能在室內使用，而且其效果會因為環境而有差異，濕氣和灰塵都會影響黏鼠板的黏性。

##### 爭議
被黏鼠板捕獲的小鼠可能會死於失溫、飢餓、窒息、脫水或遭其它動物捕食，由於會讓獵物不那麼快死亡，因此部份促進動物權利的組織，例如善待動物組織和防止虐待動物皇家協會反對使用黏鼠板.。而某些地區、例如澳洲維多利亞州的法令則對此做出限制，必須依據農業部的相關規定使用而其它司法管轄區已完全禁用；。在愛爾蘭，進口、持有或出售未經許可的陷阱或黏鼠板是違反野生動物修正法的行為，這項法案是在2000年通過的。2015年起，紐西蘭禁止使用黏鼠板捕捉囓齒動物。

### 捕鼠籠

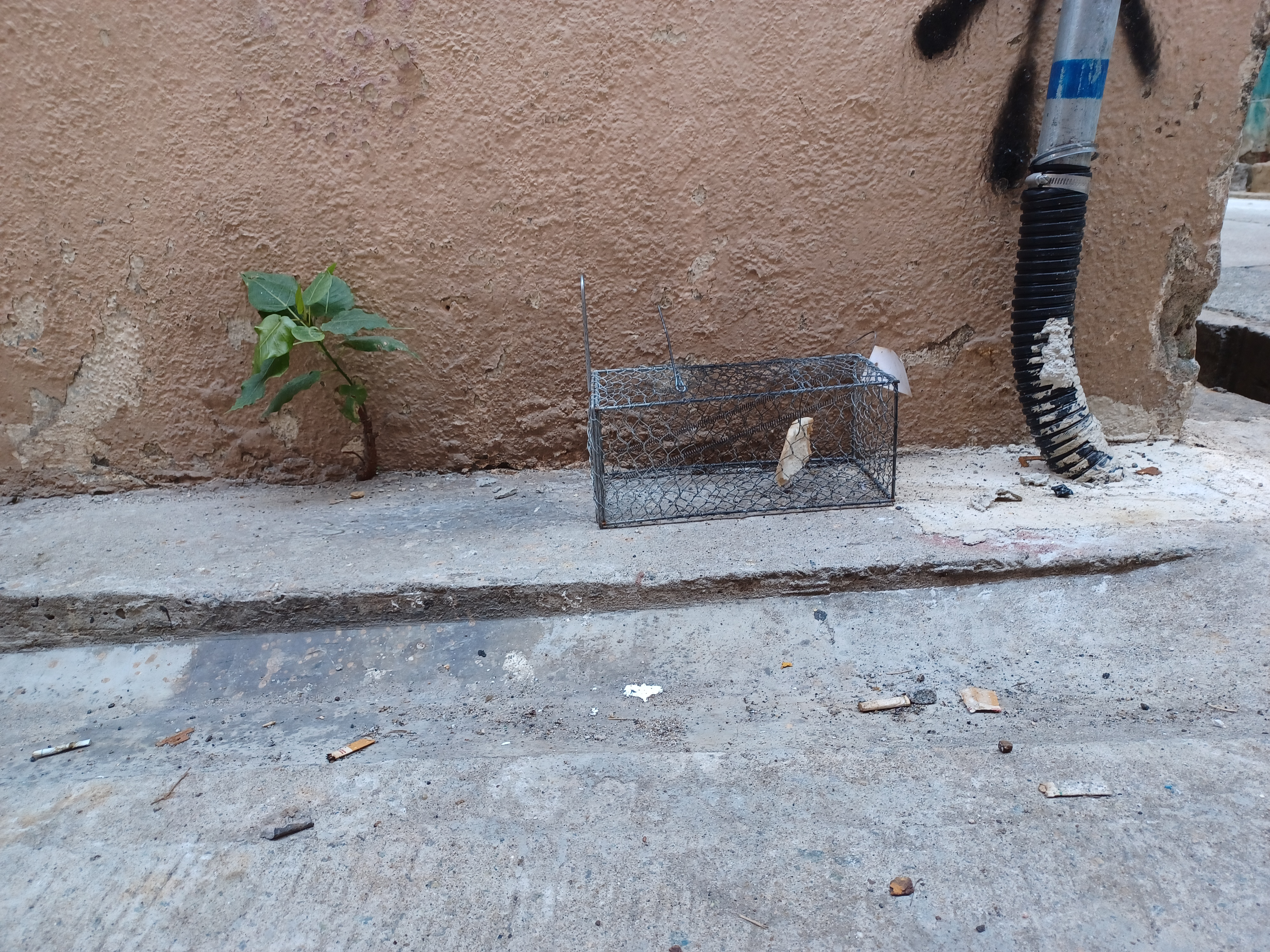
捕鼠籠

捕鼠籠是一種能讓獵物只進不出的容器，有僅能捕獲一隻的、也有可以捕獲多隻的。可能是致命的或非致命的 。如果再容器內裝填有毒溶液就能殺死被困住的鼠；而在非致命的版本中，容器內沒有會傷害鼠的物品，受困的鼠也可以在事後釋放。

### 一次性捕鼠器
有些捕鼠器是使用一次後即丟的類型，通常以便宜的材料製成，結構與其它捕鼠器類似，在捕獲或捕殺老鼠後可以直接丟棄。黏鼠板通常被當作是一次性的捕鼠器。

## 文學裡的捕鼠器
古希臘作品《蛙鼠鬥》中提到了捕鼠器，作中敘述：「他們以前所未見之法設計木製圈套，用以滅鼠，稱之為陷阱」。
1544年，西班牙小說《小癩子》故事中的主角Lazarillo偷走了捕鼠器上的乳酪以緩解飢餓。
1602年，莎士比亞的劇作《哈姆雷特》第三幕第二場裡提到了捕鼠器。
1844年，大仲馬的小說《三劍客》第十章的標題為〈十七世紀的捕鼠器〉（A Mousetrap in the Seventeenth Century），該情境的捕鼠器是指逮捕犯人的戰術，而非捕捉鼠類動物的器械。
美國諺語有曰：「若能造個更好的捕鼠器，世人不畏千里也將登門造訪」，意思是如果你製造的物品比別人更好，那麼顧客不遠千里也會上門來，用以鼓勵各式的創新發明、並精益求精。此諺常被盛傳為出自美國思想家拉爾夫·沃爾多·愛默生之口，但沒有直接證據。
捕鼠器是《湯姆貓與傑利鼠》裡經常出現的物品，在故事中湯姆貓經常企圖靠捕鼠器來獵捕傑利鼠，但因為經常被傑利鼠反過來利用而傷到自己。

## 關連條目
- 狩獵陷阱
- 病蟲害防治
- 殺鼠劑

## 外部連結
- YouTube上的Video of spring-loaded mousetrap going off
- An antique mousetrap at Temple Newsam House (Museum) （页面存档备份，存于）